# Fallou
Fallou es una ciudad y comuna del círculo de Nara, región de Kulikoró, Malí. Su población era de 30.239 habitantes en 2009.